# Vîsoka Hora, Bratske
Vîsoka Hora (în ucraineană Висока Гора) este un sat în așezarea urbană Bratske din regiunea Mîkolaiiv, Ucraina.

## Demografie
Componența lingvistică a localității Vîsoka Hora
     Ucraineană (93,43%)
     Rusă (3,03%)
     Română (3,03%)
Conform recensământului din 2001, majoritatea populației localității Vîsoka Hora era vorbitoare de ucraineană (93,43%), existând în minoritate și vorbitori de rusă (3,03%) și română (3,03%).